# موتورولا A1000 (موبايل)
موتورولا A1000 (بالإنجليزية: Motorola A1000)‏ هو هاتف ذكي من موتورولا يعمل بنظام سيمبيان، تم طرحه في الأسواق في 2004.

## الخصائص
- نظام التشغيل: سيمبيان
- الكاميرا الأمامية: 300,000 بكسل
- الكاميرا الخلفية: 1.2 ميجابكسل
- الشاشة: إل سي دي 208×320
- الوزن: 168 غرام
- المعالج: 168 ميجا هرتز
- الذاكرة: 32 ميجابايت
- التخزين: 24 ميجابايت